# 巽ヶ丘駅
巽ヶ丘駅（たつみがおかえき）は、愛知県知多市にある名古屋鉄道河和線の駅。駅番号はKC05。manacaが使用できる。

## 歴史
名鉄の団地造成に連動して開業した駅であり、開業当初から急行停車駅であった（現在は快速急行までが停車し、一部時間帯は特急も停車する）。駅名の元となった団地名「たつみヶ丘」は造成された団地が名古屋市から見てたつみの方角（南東）に位置したことに由来する。

### 年表
- 1955年（昭和30年）7月10日 - 開業。当時は太田川方面のホームのみ駅舎があった。
- 1987年（昭和62年） - 東口駅舎を新設[3]。
- 1995年（平成7年）12月14日 - 西口駅舎改築工事に着手[4]。
- 1996年（平成8年）4月26日 - 西口駅舎改築[5][6]。
- 2006年（平成18年）
  - 7月14日 - トランパスシステム導入[7]。
  - 10月 - 両方面のプラットホーム幅拡張及びバリアフリー化工事完成。
- 2011年（平成23年）2月11日 - ICカード乗車券「manaca」供用開始。
- 2012年（平成24年）2月29日 - トランパス供用終了。
- 2023年（令和5年）7月1日 - 終日無人化[8]。

## 駅構造
8両編成対応の相対式2面2線ホームを有する地上駅で、駅集中管理システムが導入された無人駅である（管理駅は太田川駅）。2023年（令和5年）6月30日までは終日有人駅で、西改札口に駅員が配置されていた。改札口は各ホームの名古屋寄りにあり、付近には自動券売機（継続manaca定期乗車券及び新規manaca通勤定期乗車券の購入も可能ではあるが、名鉄ミューズカードでの決済は7:00~22:00の間に限られる）及び自動精算機（ICカードのチャージ等も可能）を備えている。互いのホームは改札口付近の構内踏切で連絡している。構内踏切のすぐ脇にトイレがあるほか、多目的トイレもある。ホームの長さは名古屋方面の方が若干短い。
| 番線 | 路線      | 方向 | 行先                         |
| ---- | --------- | ---- | ---------------------------- |
| 1    | KC 河和線 | 下り | 河和・内海方面               |
| 2    | KC 河和線 | 上り | 太田川・金山・名鉄名古屋方面 |

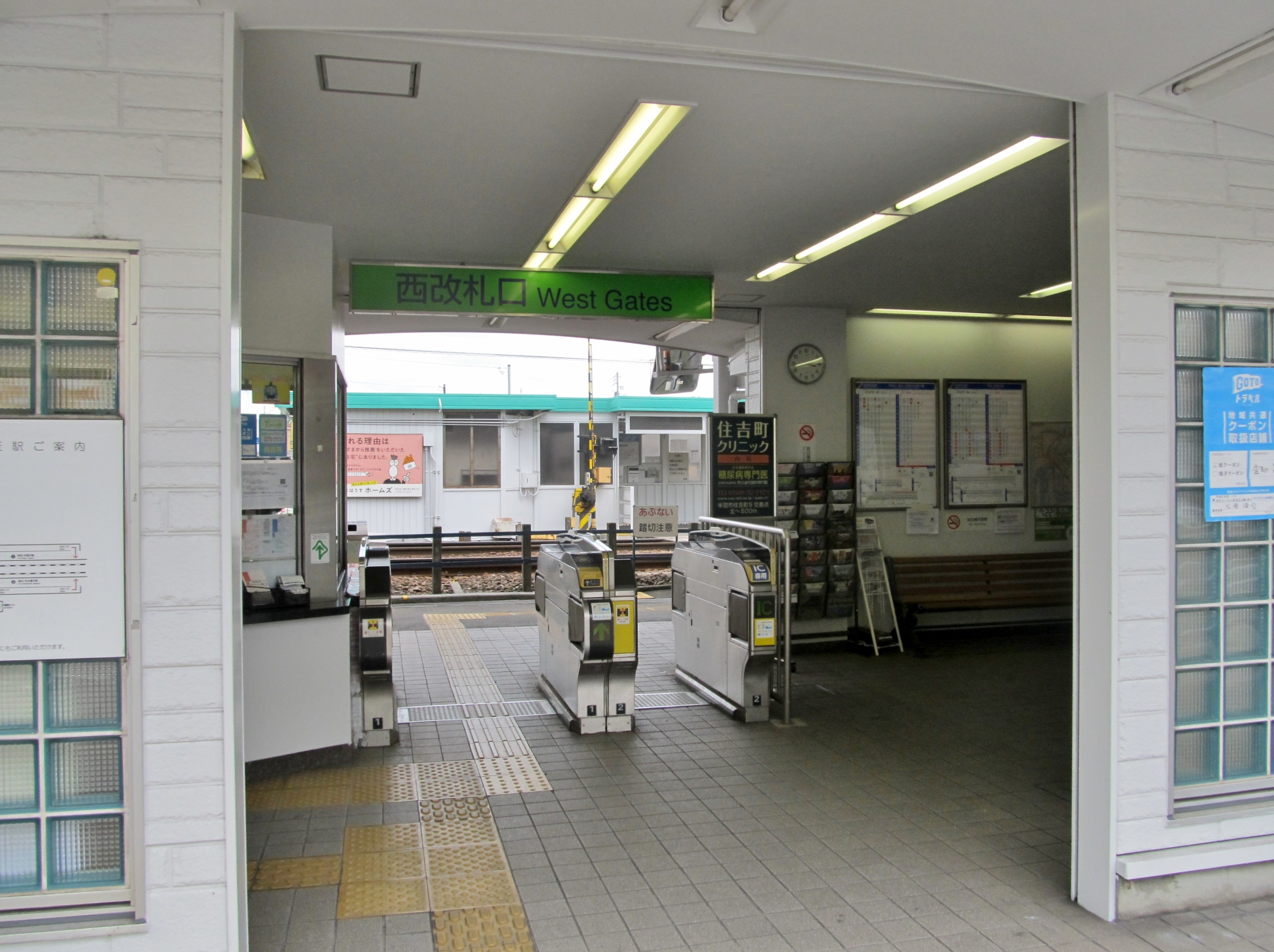
西改札口
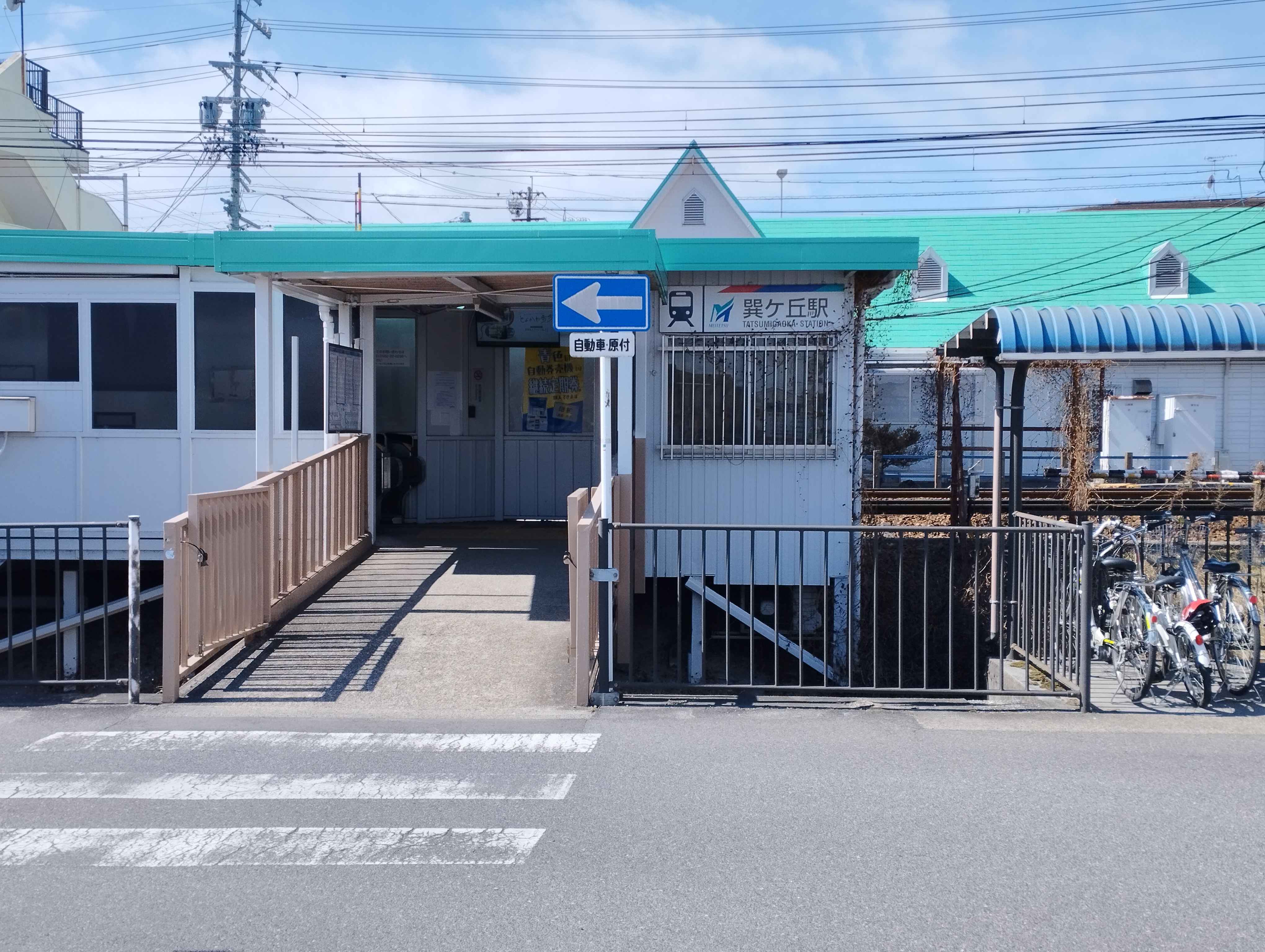
東改札口
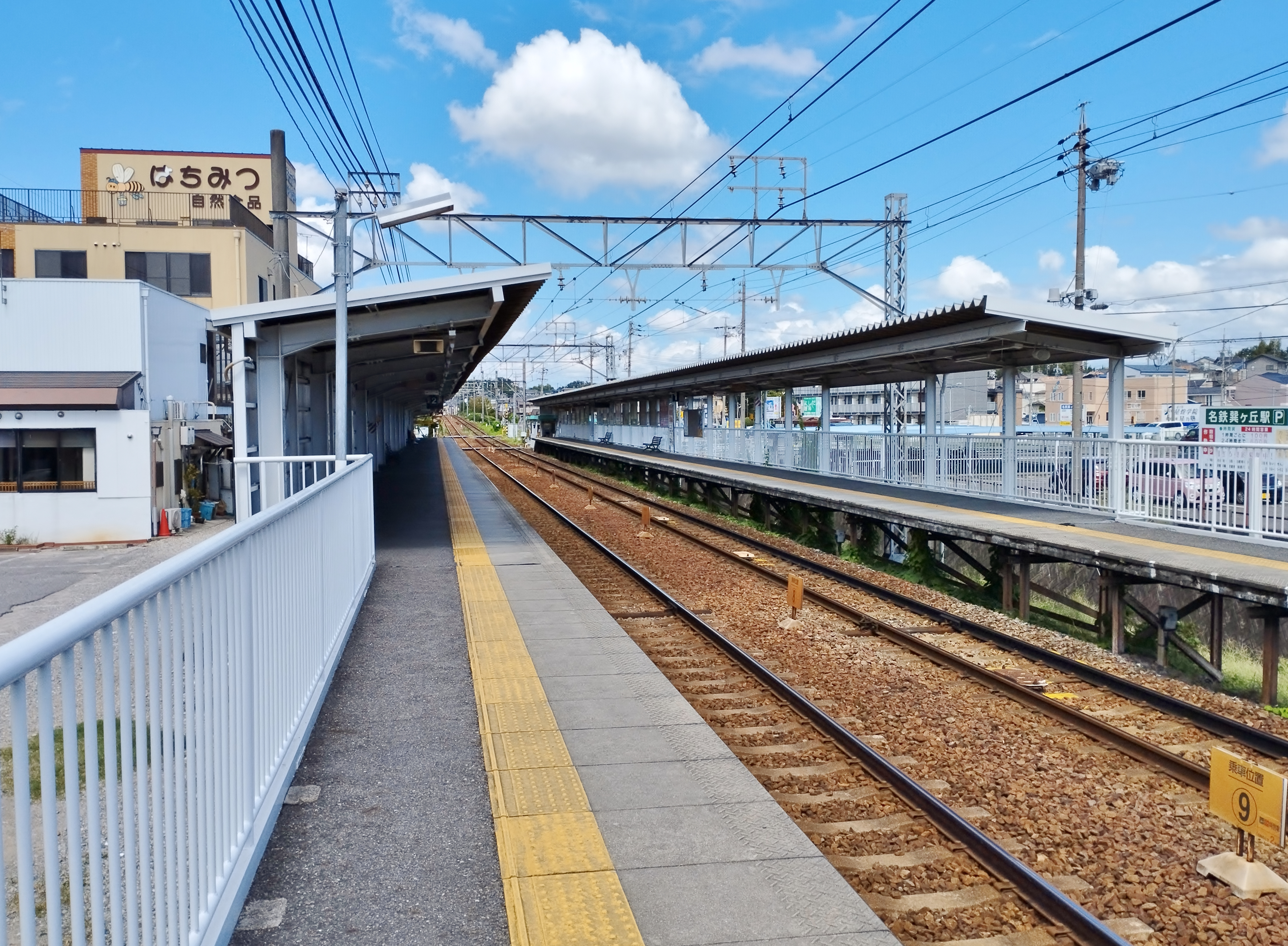
ホーム

### 配線図
| ← 太田川・ 名古屋方面 | 巽ヶ丘駅 構内配線略図 | → 知多半田・ 河和方面 |
| 凡例 出典:            |                       |                       |

## 駅名表記

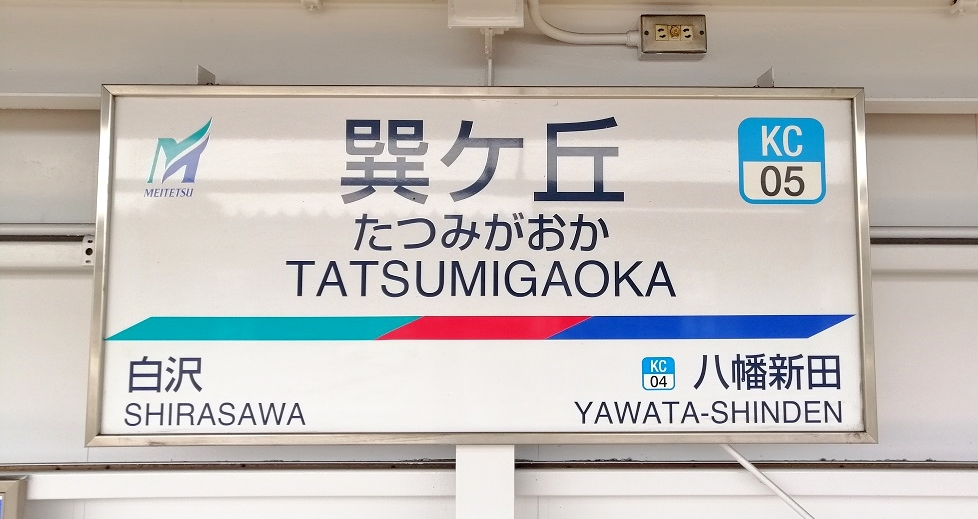
駅名標の字体表記

「巽」の字は旧字体である「」が公式の表記であり、JIS C 6226-1978（通称78JIS）の字体である。人名用漢字の字体とは異なる。同様の例としてOsaka Metro千日前線の北巽駅・南巽駅がある。
新那加駅の「那」と瓢箪山駅の「箪」も以前は78JISの字体であったが、2005年1月29日に現在のほとんどのコンピュータや携帯電話等で使用出来るJIS X 0208:1997（通称97JIS）の字体に変更された。しかし、巽ヶ丘駅の字体は変更されなかった。
ただし名鉄のホームページや切符では、「巽ヶ丘」表記となっている。この件については旧字体と新字体両方の表記で有効ですという案内がされるようになった。

## 利用状況
知多市・阿久比町・東浦町の境界付近という立地条件から、隣接する両町からの利用者も少なくない。
- 『名鉄120年：近20年のあゆみ』によると2013年度当時の1日平均乗降人員は6,740人であり、この値は名鉄全駅（275駅）中57位、河和線・知多新線（24駅）中5位であった[12]。
- 『名古屋鉄道百年史』によると1992年度当時の1日平均乗降人員は8,153人であり、この値は岐阜市内線均一運賃区間内各駅（岐阜市内線・田神線・美濃町線徹明町駅 - 琴塚駅間）を除く名鉄全駅（342駅）中55位、河和線・知多新線（26駅）中5位であった[13]。

「知多の統計」、「移動等円滑化取組報告書」によると、近年の1日平均乗降人員は下表のとおりである。 
| 年度               | 1日平均 乗降人員 |
| ------------------ | ---------------- |
| 2008年（平成20年） | 7,061            |
| 2009年（平成21年） | 6,744            |
| 2010年（平成22年） | 6,655            |
| 2011年（平成23年） | 6,601            |
| 2012年（平成24年） | 6,622            |
| 2013年（平成25年） | 6,740            |
| 2014年（平成26年） | 6,500            |
| 2015年（平成27年） | 6,635            |
| 2016年（平成28年） | 6,500            |
| 2017年（平成29年） | 6,463            |
| 2018年（平成30年） | 6,338            |
| 2019年（令和元年） | 6,221            |
| 2020年（令和02年） | 4,881            |
| 2021年（令和03年） | 4,924            |

## 駅周辺

### 主な施設
- カネスエ 阿久比店
- 知多巽丘郵便局
- 半田信用金庫巽ケ丘支店
- JAあいち知多新田支店
- 知多市立新田小学校
- 半田警察署緒川新田駐在所

### バス路線

#### 巽ヶ丘駅前バス停（駅東口）
- 知多バス 東ヶ丘団地線
  - 行き先は東ヶ丘、高根台方面。
- 東浦町運行バス「う・ら・ら」
  - F 藤江線 平池台、東浦駅、 アイプラザ、東浦町役場、イオンモール東浦、緒川駅東口方面。
  - S 新田線 高根台、知北平和公園、相生の丘、東浦町役場、イオンモール東浦、緒川駅東口方面。

#### 巽ヶ丘駅西バス停（駅西口）
- 知多市コミュニティバス 北部循環コース
  - 右回り（系統1）梅の館、イトーヨーカドー（知多店）前、朝倉駅方面。
  - 左回り（系統2）八幡台中央、西知多総合病院、朝倉駅方面。
- 阿久比町循環バス オレンジライン
  - （一部便は草木地区経由もしくは草木地区止り）阿久比スポーツ村、阿久比駅方面。

## 隣の駅
名古屋鉄道
KC 河和線
■特急
通過
■特急（一部の列車が停車）・□快速急行・■急行・■準急
南加木屋駅 (KC03) - 巽ヶ丘駅 (KC05) - 阿久比駅 (KC08)
■普通
八幡新田駅 (KC04) - 巽ヶ丘駅 (KC05) - 白沢駅 (KC06)